# ジャンドレイ・シトリーナ・カルニエウ
ジャンドレイ（Jandrei）ことジャンドレイ・シトリーナ・カルニエウ（ポルトガル語: Jandrei Chitolina Carniel、1993年3月1日 - ）は、ブラジルのサッカー選手。ポジションはGK。

## クラブ歴
SCインテルナシオナルの下部組織に在籍したが2014年9月にトップチームで1試合の出場も出来ずに退団。その後ECノヴォ・アンブルゴに加入した。2015年2月11日にカンピオナート・ガウショでハファエウ・ダウ・ヒが退場したためにチアゴ・ウンベルトに代えて投入されて選手初出場。
2016年5月にカンピオナート・カタリネンセ2部のCAトゥバロンに移籍。レギュラーとして1部昇格に貢献した。
2017年3月1日にカンピオナート・ブラジレイロ・セリエAのアソシアソン・シャペコエンセ・ジ・フチボウに買取オプション付きで期限付き移籍。当初はアルトゥール・モラエス、エリアスに次ぐ第3ゴールキーパーの立ち位置であったが、5月14日に全国選手権1部で初出場。同月17日にはコパ・リベルタドーレス2017に出場し同大会初出場。第3ゴールキーパーであった彼は一気に正ゴールキーパーへと上り詰めた。同月11月15日に35万レアルで買取オプションを行使し、2021年までの契約を締結した。
2019年1月6日、セリエAのジェノアCFCへ移籍した。2020年2月13日、アトレチコ・パラナエンセに2021年6月までのレンタルで移籍。
2021年8月25日、サントスFCに移籍。
2021年12月20日、サンパウロFCに2年契約で移籍することが発表された。